# Comté de Morris (Kansas)
Pour les articles homonymes, voir Morris et Comté de Morris.
Le comté de Morris est l’un des 105 comtés de l’État du Kansas, aux États-Unis. Il a été fondé le 11 février 1859. Son siège, et plus grande ville, est Council Grove. Selon le recensement de 2000, la population du comté est de 6 104 habitants. 

## Géographie
Le comté a une superficie de 1 820 km², dont 1 806 km² en surfaces terrestres. 

### Géolocalisation
|                    | Comté de Geary  | Comté de Wabaunsee |
| Comté de Dickinson | Comté de Morris |                    |
| Comté de Marion    | Comté de Chase  | Comté de Lyon      |